# Её правда (книга)
«Её правда» или «Она сказала»(англ. She Said) — документальная книга американских журналисток Меган Туи и Джоди Кантер, опубликованная в 2019 году. Рассказывает о разоблачении сексуальных домогательств со стороны продюсера Харви Вайнштейна, которое стало катализатором роста движения MeToo. Книга стала одним из самых ожидаемых изданий месяца по версии The New York Times. В 2022 году вышла одноимённая экранизация, срежиссированная Марией Шрадер.

## Восприятие
Согласно агрегатору книжных обзоров BookMarks, книга была высоко оценена критиками. В своем обзоре для The New York Times Сьюзан Фалуди написала: «Кантор и Туи превратили свои новостные репортажи в цельный и напряженный отчёт о репортёрской работе, захватывающий рассказ о том, как им удалось, „работая с пробелами между словами“, сделать то, в чём прежде потерпели неудачу многие другие журналисты». Книга стала одним из самых ожидаемых изданий месяца.